# 中村容子 (アナウンサー)
中村 容子（なかむら ようこ、1966年9月5日 - ）は山梨県出身のアナウンサー、タレント。
NHK甲府放送局所属のキャスターを経て、現在は古舘プロジェクトに、タレントとして所属。
ニュース番組やワイドショーなどでリポーターとして出演する他、ラジオパーソナリティやイベントの司会なども手がける。代表的な出演番組はやじうまワイド（テレビ朝日系）、サンデージョッキー（NHKラジオ第一）、虎ノ門市場（テレビ東京系）など。